# CCTV:s huvudkontor
CCTV:s huvudkontor är en 234 meter hög skyskrapa i Peking i Kina. CCTV:s huvudkontor ligger i östra Peking i Guomao längs östra  tredje ringvägen i Pekings centrala finansdistrikt. Byggnaden är huvudkontor för China Central Television (CCTV).

## Beskrivning
Tidigare var CCTV inhyst i China Central Television Building som ligger vid 11 Fuxin Road, omkring 15 kilometer väster om nuvarande huvudkontor. Grunden lades den 1 juni 2004 och byggnadens fasad färdigställdes i januari 2008, lagom i tid för de olympiska sommarspelen. Byggnadsarbetet försenades av en brand den 9 februari 2009 i det närliggande Television Cultural Center (då Mandarin Oriental Hotel). Branden orsakades av ett olagligt fyrverkeri som CCTV anordnat. På grund av branden blev inte huvudkontoret färdigställt förrän i maj 2012.  CCTV:s huvudkontor vann 2013 utmärkelsen världens bästa höghus från Council on Tall Buildings and Urban Habitat. Byggnadens ansvariga arkitekter var Rem Koolhaas och Ole Scheeren från arkitektkontoret Office for Metropolitan Architecture. Cecil Balmond på Arup utförde den komplexa konstruktionsdesignen.

## Bildgalleri

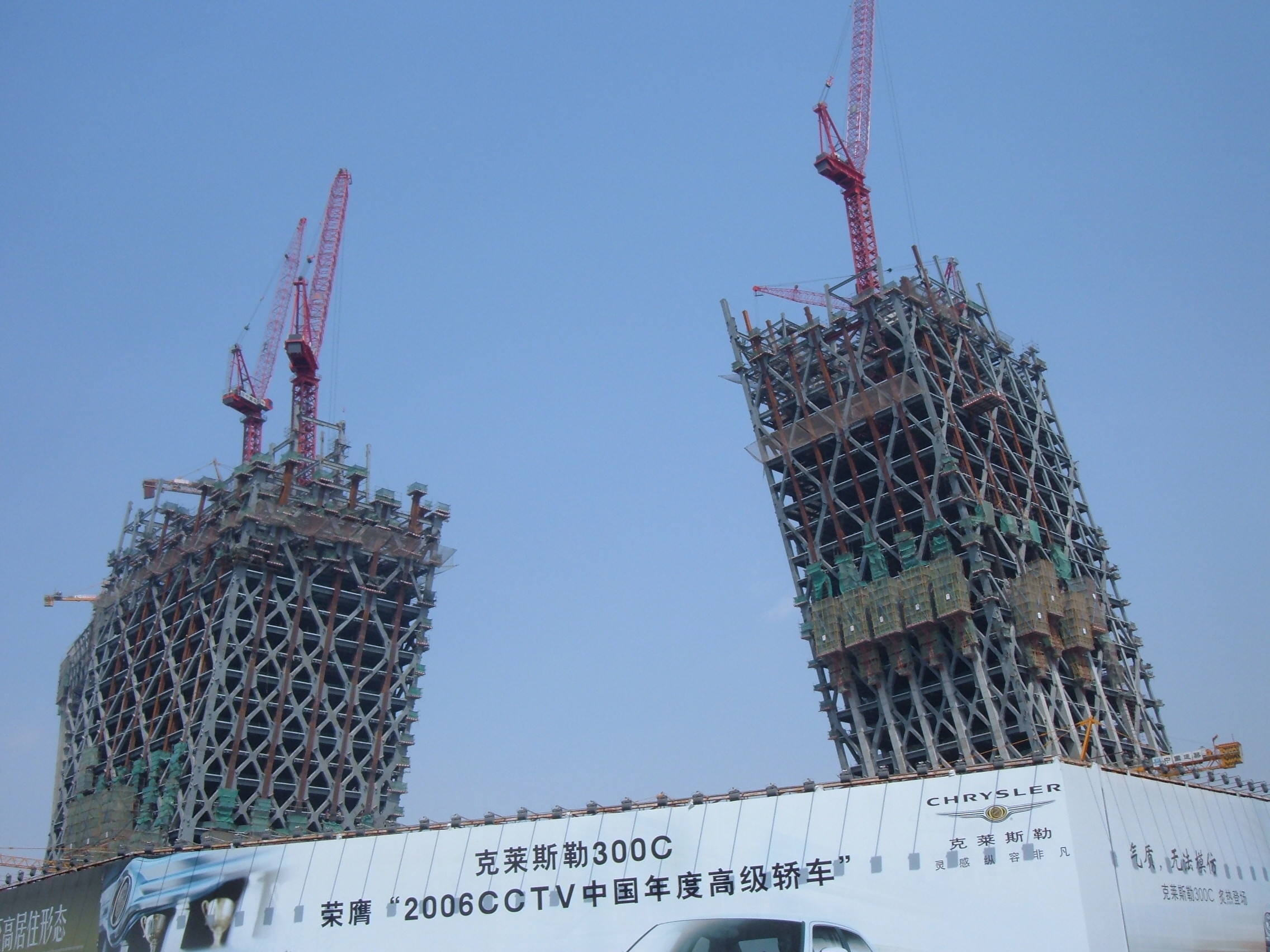
Uppförande i april 2007
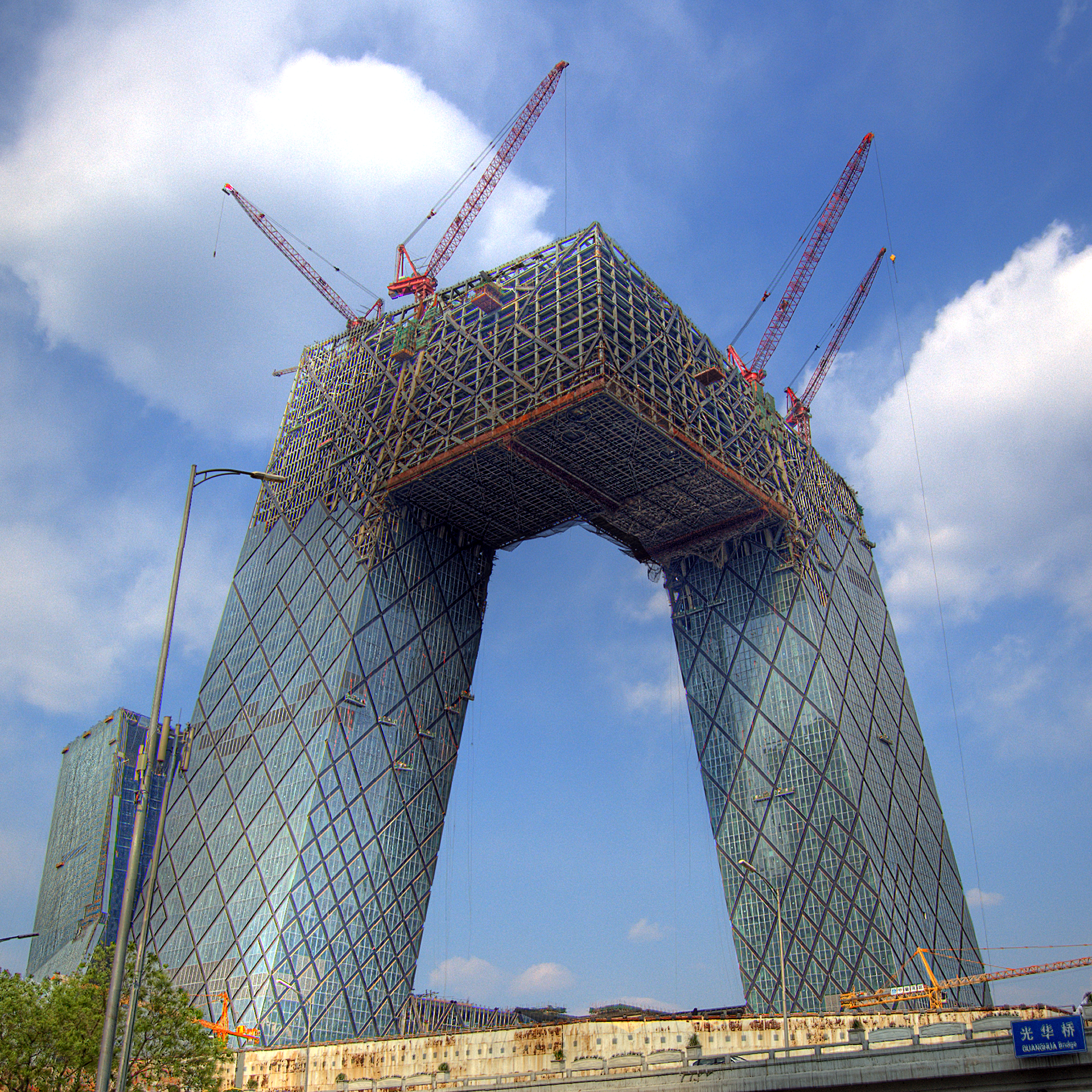
Exteriören nästan färdig i april 2008
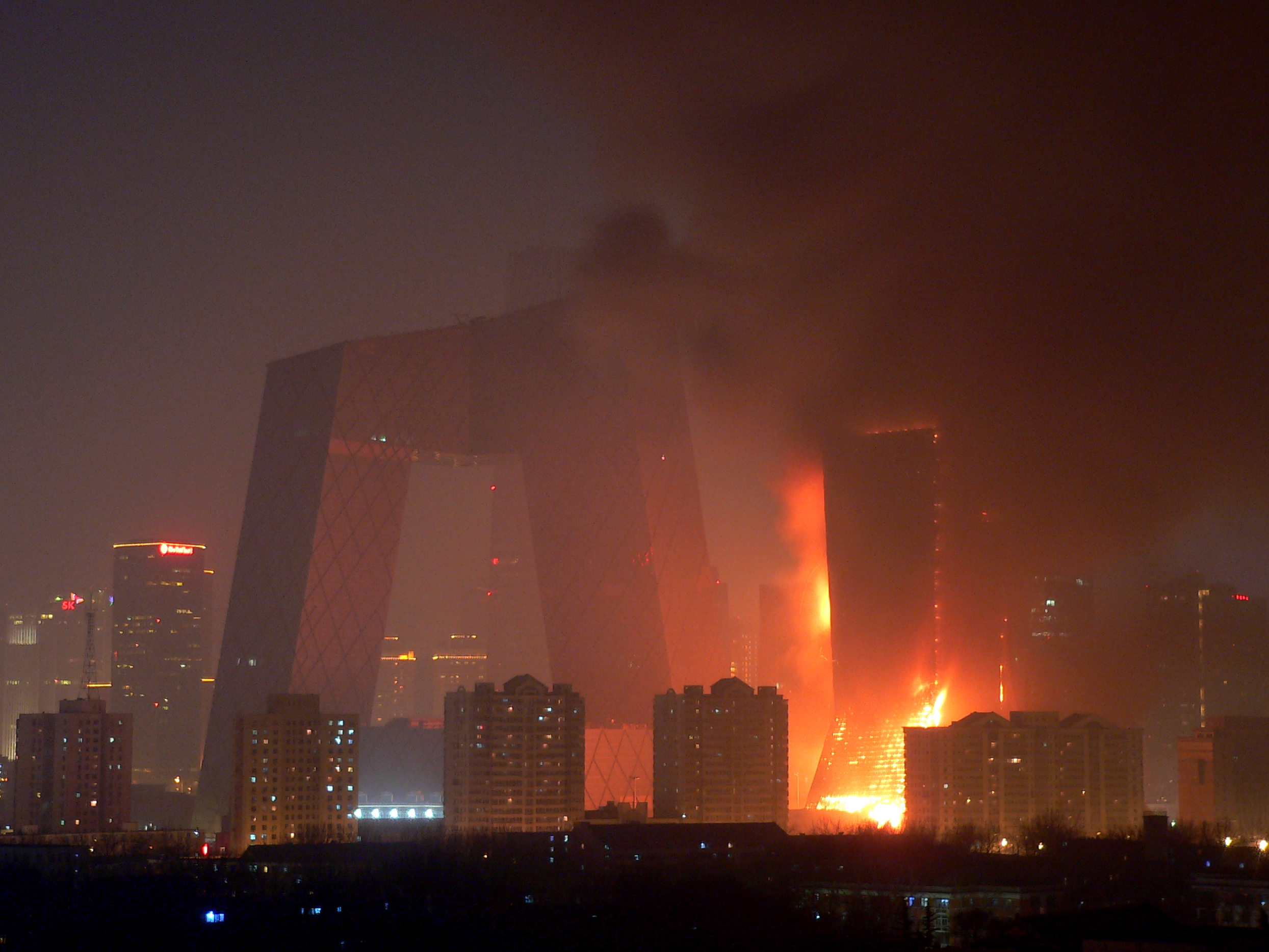
Branden 2009 i närliggande Television Cultural Center
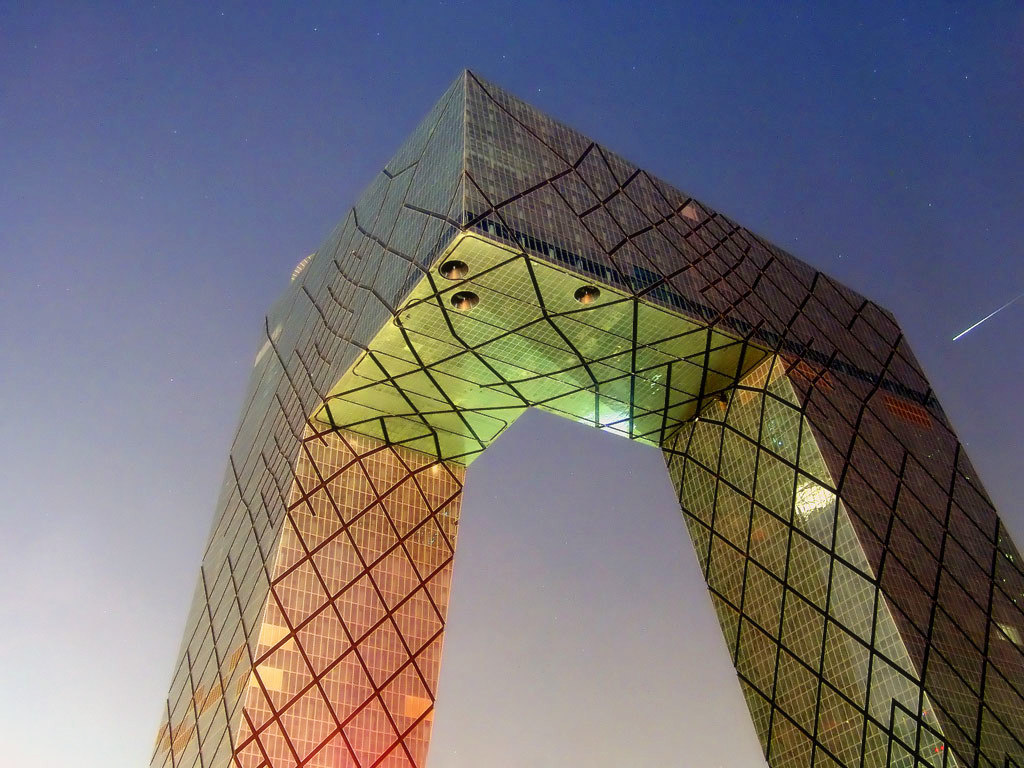
Byggnaden i juli 2009
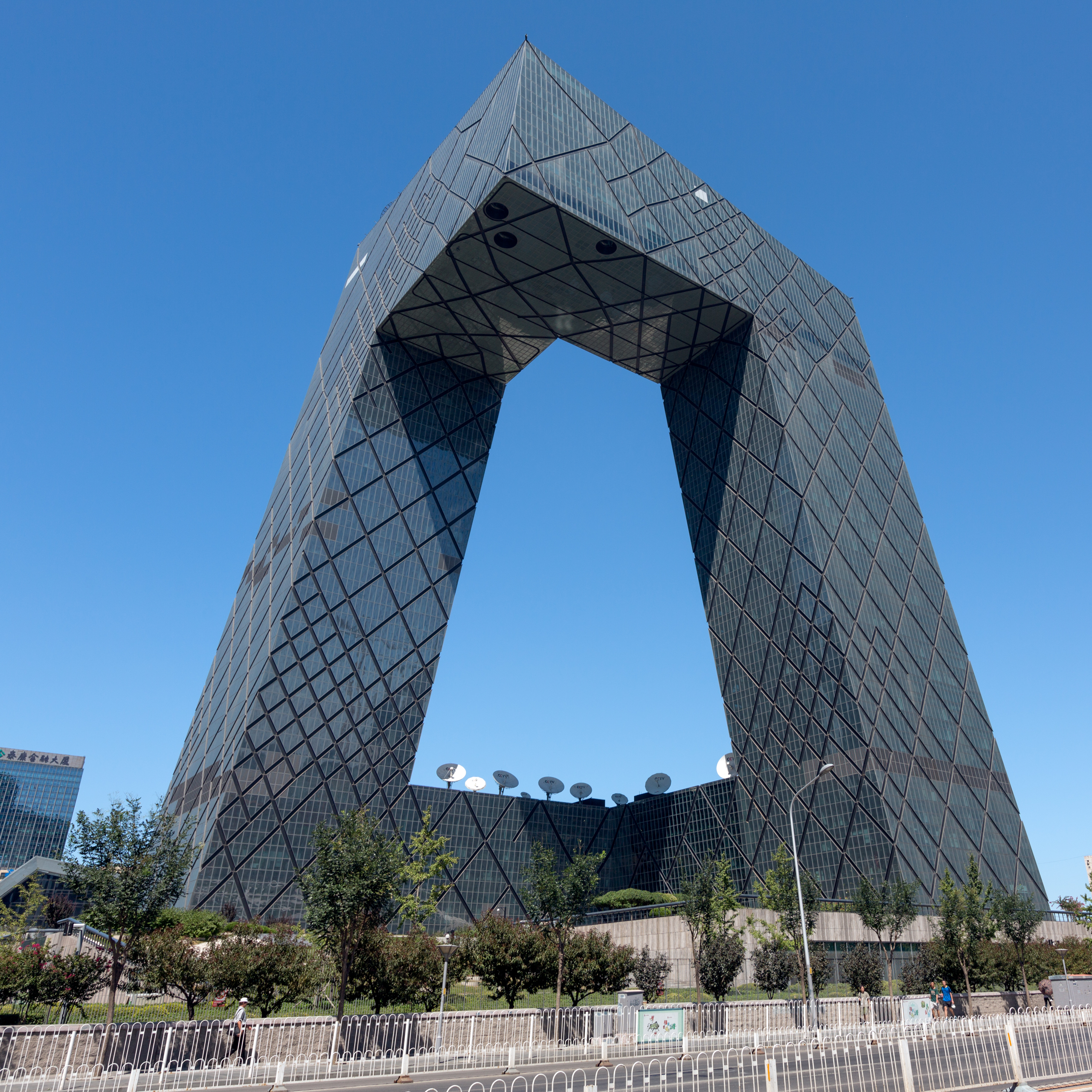
Huvudkontoret i augusti 2015
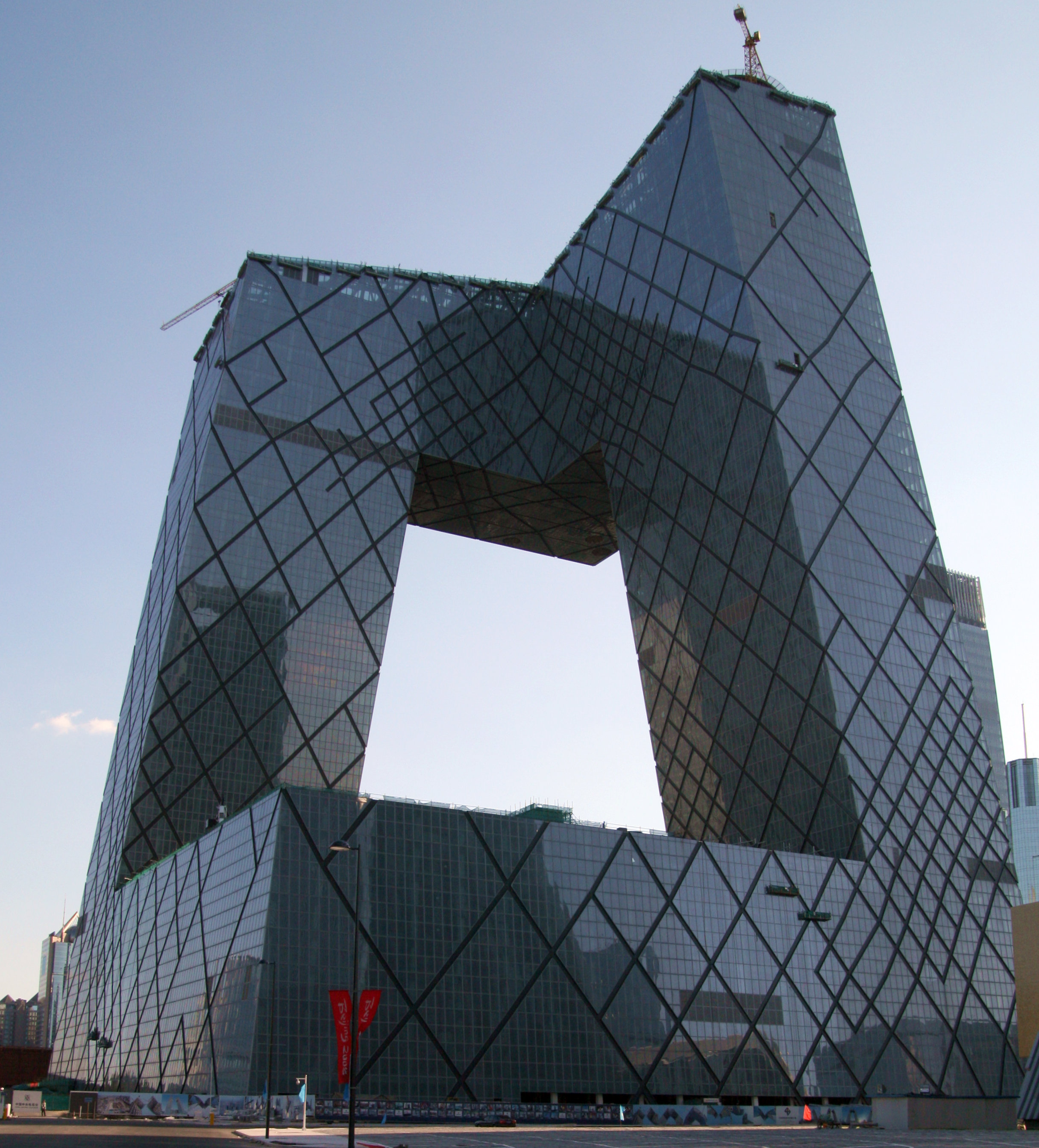
CCTV:s huvudkontor i maj 2013